# Tito A. Spagnol
Tito Antonio Spagnol (Vittorio Veneto, 13 maggio 1895 – Vittorio Veneto, 22 novembre 1979) è stato uno scrittore, giornalista e regista italiano.

## Biografia
Dopo gli studi classici a Vittorio Veneto e un breve periodo in un istituto di formazione in Belgio, partecipa  prima guerra mondiale con il ruolo di telefonista presso il Comando Supremo di stanza vicino all'aeroporto di Campoformido (Udine), dove incontra personalmente il Generale Cadorna e Francesco Baracca. 
Subito dopo la fine del conflitto iniziò una carriera giornalistica con collaborazioni a testate italiane come il Giornale Nuovo di Firenze e successivamente il Corriere della Sera, "Pan", "Omnibus" e con lunghe permanenze all'estero. 
All'inizio degli anni '20 entrò nel mondo del cinema come regista, in collaborazione con la regista e attrice Bianca Virginia Camagni, di due film muti; tra il 1929 e il 1930 fu autore di numerosi reportage da Hollywood raccolti e pubblicati in Hollywood Boulevard. In quel periodo, collaborò anche con Frank Capra nella stesura della sceneggiatura del film "Il dirigibile" del 1931. 
Parallela all'attività giornalistica, iniziò negli anni '30 un'intensa produzione di romanzi e racconti per i Gialli Mondadori (il suo primo "giallo" uscì in francese per Gallimard) e per le collane "popolari" di Rizzoli. Nel secondo dopoguerra pubblicò libri di memorie, collaborò a "Il Mondo", scrisse numerosi racconti e novelle per settimanali e, infine, tradusse alcuni libri per Rizzoli e Mondadori. Tra il 1947 ed il 1966 diresse la rivista "L'Illustrazione del Medico" ospitando articoli di importanti autori, su tutti Cesare Pavese.

## Opere

### Gialli
- L' unghia del leone, Milano, Mondadori, 1934 (La Griffe du lion, traduit de l'italien par Yves André, Paris, Gallimard, 1936)
- La bambola insanguinata, Milano, Mondadori, 1935
- Uno, due, tre, Milano, Mondadori, 1936
- La notte impossibile, Milano, Mondadori, 1937
- Sotto la cenere, Milano, Mondadori, 1938
- L'ombrellino viola, a cura dell'Associazione Amici di Tito A. Spagnol, Godega di Sant'Urbano (TV), De Bastiani Editore, 2024. [4]

### Romanzi, racconti e memorie
- Nannetta a Hollywood, Milano, Rizzoli, 1935
- La notte d'amburgo, Milano, Rizzoli, 1937
- Bassa marea: racconti, Milano, Mondadori, 1941
- Senz'ali non si vola, Milano, Rizzoli, 1941
- Romanzo d'un romanzo, Roma, Editoriale Romana, 1942
- Corsa alla vita, Roma, Editoriale Romana, 1942
- Memoriette marziali e veneree, Milano, Mario Spagnol, 1970

### Raccolte
- Memoriette del tempo nero, Vittorio Veneto, ISREV 2005
- Hollywood Boulevard, Torino, Aragno, 2006
- Memoriette del tempo di guerra (1915-1918), ISREV, 2018
- Memoriette del buontempo, Trieste, Italo Svevo Editore, 2021
- Una sigaretta e altri racconti del brivido, a cura di Loris Rambelli, Senigallia, Fondazione Rosellini, 2024